# Henry Temple
Henry Temple, 3. vikomt Palmerston, (20. říjen 1784 – 18. říjen 1865) byl britský státník, který po dvě funkční období zastával funkci premiéra. Většinou je uváděn jako lord Palmerston. V různých vládních funkcích působil téměř nepřetržitě od roku 1807 až do své smrti roku 1865. Svou politickou kariéru zahájil jako člen strany toryů a ukončil ji jako člen Liberální strany.
Nejvíce je zmiňováno jeho směrování zahraniční politiky v období, kdy se Británie nacházela na vrcholu své moci a kdy působil jako ministr zahraničí nebo předseda vlády. Některé jeho agresivní kroky, označované jako intervencionistické, byly kontroverzní už v době, kdy je uplatňoval, a jejich použití je sporné i z dnešního pohledu.

## Mládí
Henry Temple se narodil v Londýně v irské větvi rodiny Templeů 20. října 1784. Studoval na elitní škole v Harrow a poté na St John's College v Cambridgi. Do parlamentu byl poprvé zvolen roku 1807 za obvod Newport. S podporou Thomase Pelhama a Jamese Harrise byl jmenován nižším úředníkem admirality ve vládě Williama Cavendish-Bentincka.
V roce 1802 zdědil šlechtický titul jako 3. vikomt Palmerston.

## Ministr zahraničí
Poté, co se stal roku 1830 premiérem Charles Grey, byl lord Palmerston jmenován ministrem zahraničí. Jeho styl zahraniční politiky byl předchůdcem směru, který bývá označován jako politika dělových člunů.
Vilém I. Nizozemský se chopil příležitosti uplatnit svou moc, kterou získal po napoleonských válkách, a prosadil svolání konference o Belgii do Londýna. Britský návrh obsahoval vyhlášení nezávislosti Belgie, což Palmerston pokládal za záruku bezpečnosti Británie. Britská politika byla zaměřena na spojenectví s Francií a částečně i na zachování samostatnosti Belgie. Svůj postoj Britové uhájili a na belgický trůn nastoupil vdovec po britské princezně Leopold I. Belgický.
Na Pyrenejském poloostrově prosadil Palmerston vznik čtyřčlenné koalice, která měla za úkol minimalizovat spory o nástupnictví trůnu tamějších monarchií. Dohoda o vzniku této aliance byla podepsána 22. dubna 1834 v Londýně. Francie se k dohodě nepřipojila a rozpor v této záležitosti byl počátkem obnovené rivality obou zemí.
Palmerston se velmi zajímal o záležitosti Východní Evropy. V době řecké osvobozenecké války energicky podporoval Řeky proti turecké nadvládě a prosazoval přijetí mírové dohody z Konstantinopole, která zajistila samostatnost Řecka. Nicméně od roku 1830 se stala hlavním pilířem jeho politiky v této oblasti obrana Osmanské říše, protože věřil v obnovu tureckého vlivu. Jeho hlavním záměrem bylo zabránit Rusku, aby ovládlo Bospor.
Usiloval taky o omezení vlivu Francie v oblastech na řece Nilu.

## První období
Poté, co vláda George Hamiltona-Gordona odstoupila pro neúspěšné vedení krymské války, pověřila královna Viktorie sestavením vlády lorda Palmerstona. Po smrti cara Mikuláše I. v roce 1855 nastoupil na ruský trůn jeho syn Alexandr II., který měl zájem o uzavření míru. Palmerston považoval pozici Británie při tomto jednání za nevýhodnou, a proto návrh odmítl. Po dalších bojích došlo k opětným jednáním, jejichž výsledkem bylo svolání kongresu do Paříže, kde byla uzavřena mírová dohoda. Touto dohodou byla mimo jiné zajištěna demilitarizace oblasti Černého moře, což byl výsledek, kterého chtěl Palmerston dosáhnout.
Na počátku roku 1858 poslal do Parlamentu návrh zákona, který definoval přípravu vraždy nějaké osoby v cizině jako hrdelní zločin. Při prvním čtení tento zákon konzervativci schválili, ale při druhém čtení byl Palmerston poražen a v únoru téhož roku jako premiér rezignoval.
Konzervativní strana měla v dolní komoře Parlamentu menšinu, a tak John Russell vydal prohlášení k rozšíření volebního práva, které konzervativci sice odmítli, ale přes jejich odpor bylo přijato. Parlament byl rozpuštěn a byly vypsány nové všeobecné volby. Palmerston odmítl nabídku Benjamina Disraeliho stát se vůdcem konzervativců a místo toho se účastnil schůze, kde byla založena Liberální strana. Královna požádala lorda Granwilea, aby sestavil vládu, ale protože to odmítl, pověřila jejím sestavením Palmerstona.

## Druhé období
V americké občanské válce stranil Palmerston otrokářské Konfederaci. Byl sice oponentem otrokářství jako takového, ale zároveň byl nepřítelem Spojených států. Věřil, že rozpad Unie způsobí i rozpad Spojených států a Konfederace se stane odbytištěm britského zboží.
Na počátku války Británie vyhlásila neutralitu a Palmerston se rozhodl přijmout neoficiální zástupce Konfederace. Ministru zahraničí přislíbil poslat vojenské posily do Kanady, protože předpokládal, že Unie se s Konfederací dohodne a poté napadne svého severního souseda. Po porážce Konfederace v bitvě u Antietamu odmítl nabídku Napoleona III. uznat Konfederaci, protože považoval vojenskou situaci za nejasnou.
Dne 29. července 1862 obdržel doporučení zadržet v přístavu loď Alabama, která byla postavena pro Konfederaci, protože by to bylo chápáno jako porušení neutrality. Navíc krize textilního odvětví v průmyslovém severu začala přiklánět veřejné mínění proti Konfederaci. Loď ale vyplula dřív, než mohl být jejímu kapitánovi doručen příkaz k návratu a dokázala zničit několik lodí Severu. Americká vláda požadovala po Británii odškodné, to ale bylo zaplaceno až jeho nástupcem Williamem Gladstonem.

## Vítězství ve volbách a smrt
Všeobecné volby v červenci 1865 přinesly Palmerstonovi vyšší zastoupení jeho strany v Dolní sněmovně. Po nich však musel řešit násilí působené Feniány v Irsku. Pověřil správce Irska Johna Wodehouse, aby přijal drastická opatření, a to například monitorování cest Američanů do Irska, protože se domníval, že aktivita Feniánů je podporována z Ameriky. Nařídil taky vyslat vojenské posily do Kanady i Irska.
Na počátku října dostal lord Palmerston třesavku a náhlý záchvat horečky. Zemřel 18. října 1865 dopoledne. I když chtěl být pohřben v Rommseyském opatství, vláda trvala na státním pohřbu a uložení jeho ostatků ve Westminsterském opatství. Byl čtvrtým člověkem, nepocházejícím z královského rodu, kterému byla udělena čest státního pohřbu (předtím to byli Isaac Newton, Horatio Nelson a Arthur Wellesley, vévoda z Wellingtonu).